# Сепашвили, Василий Емельянович
Василий Емельянович Сепашвили (груз. ვასო სეფაშვილი; 17 декабря 1969, Гурджаани, Грузинская ССР, СССР) — советский и грузинский футболист.

## Карьера

### Клубная
Воспитанник группа подготовки при команде «Алазани» из Гурджаани. С 1988 по 1989 числился в СКА Тбилиси. Далее выступал за «Актюбинец» и армавирское «Торпедо». В 1992 году вернулся в «Алазани», далее играл за «Кахети». В 1995 году перебрался в тольяттинскую «Ладу», с которой добился права выступать в высшей лиге, где дебютировал 2 марта 1996 года в выездном матче первого тура против московского «Локомотива», выйдя в стартовом составе и будучи заменённым на 70-й минуте Эдуардом Доронином. В 1997 году перешёл в нижнекамский «Нефтехимик», став одним из самых результативных игроков клуба в Первом дивизионе. Далее играл в «Спартаке» Нальчик и в казахстанском «Женисе». Завершил карьеру в 2003 году в «Алазани».

### В сборной
В период с 1993 по 1996 год провёл 3 матча за сборную Грузии.